# Mercedes-Benz Necar 5
El Mercedes-Benz Necar 5 es un prototipo de automóvil desarrollado por el fabricante alemán Mercedes-Benz en el año 2000. Funciona con una celda de combustible, cuyo hidrógeno se obtiene a partir de metanol almacenado en un tanque. El metanol se mantiene en estado líquido a temperatura ambiente, así que se puede manipular y distribuir de forma similar que los combustibles habituales como la gasolina o el gasóleo.
Con una autonomía de 450 km, el Necar 5 alcanza una velocidad máxima de 150 km/h. El sistema de la celda de combustible fue instalado en un Mercedes-Benz Clase A de serie.